# Demográfia

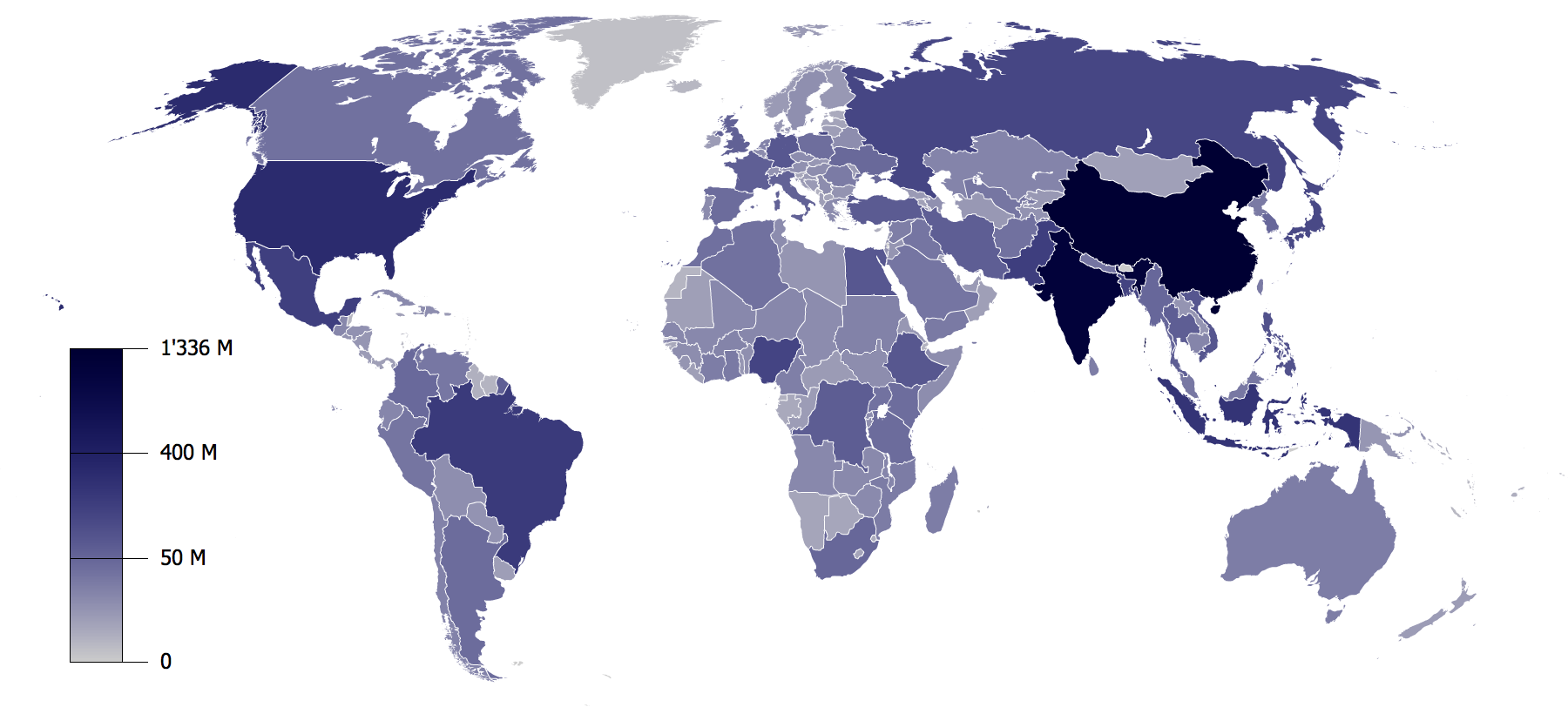
A Föld országainak népessége

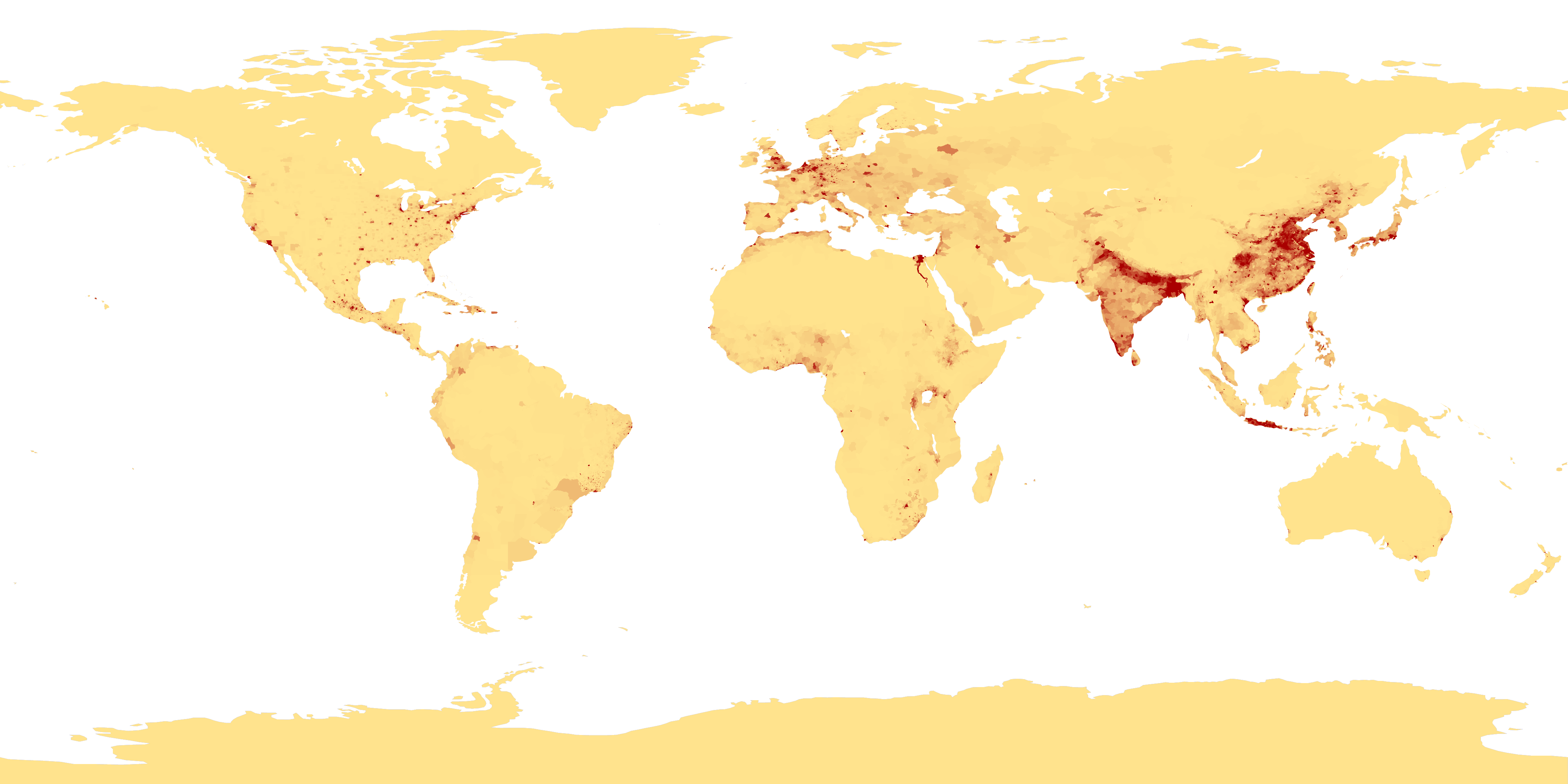
Népsűrűség

A demográfia az emberi populációdinamikával foglalkozó tudomány. Kiterjed a népesség méretére, szerkezetére és eloszlására, valamint a születések, a halálozások, a vándorlás és az öregedés hatására történő változására. A demográfiai elemzés vonatkozhat a teljes társadalomra, vagy annak egyes – oktatási, nemzetiségi, vallási vagy etnikai szempontok alapján lehatárolt – csoportjaira. A legtöbb országban a közgazdaságtan vagy a szociológia egy ágának tekintik és foglalkozik vele a hadtudomány is. A formális demográfia vizsgálódását leszűkíti a népesedési folyamatok mérésére, míg a tágabb értelemben vett népesedéstudomány a népességet befolyásoló gazdasági, társadalmi, kulturális és biológiai folyamatok összefüggéseit is vizsgálja.

## Alapvető mutatók
A demográfia által használt legfontosabb mutatószámok a következők:
- nyers születési arányszám: az 1000 főre jutó élveszületések éves száma
- általános termékenységi arányszám: az 1000 szülőképes korú (általában 15-49, néhol 15-44 éves) nőre jutó élveszületések éves száma
- kor szerinti termékenységi arányszámok: az 1000 adott korú (általában 15-19, 20-24 stb. éves) nőre jutó élveszületések éves száma
- nyers halálozási arányszám: az 1000 főre jutó halálozások éves száma
- csecsemőhalandóság: az 1000 élveszületésre jutó 1 éves kor alatti halálozások éves száma
- várható élettartam: egy adott korú személy várható további életéveinek száma az adott év halálozási arányszámai mellett
- teljes termékenységi arányszám: egy nő által élete folyamán szült gyermekek száma az adott év kor szerinti termékenységi arányszámai mellett
- nyers reprodukciós együttható: egy nő által élete folyamán szült leánygyermekek száma az adott év kor szerinti termékenységi arányszámai mellett
- tisztított reprodukciós együttható: a szülőképes kort megérők az egy nőre jutó leánygyermekek közül az adott év halandósági viszonyai mellett

## A népesedési folyamat szakaszai

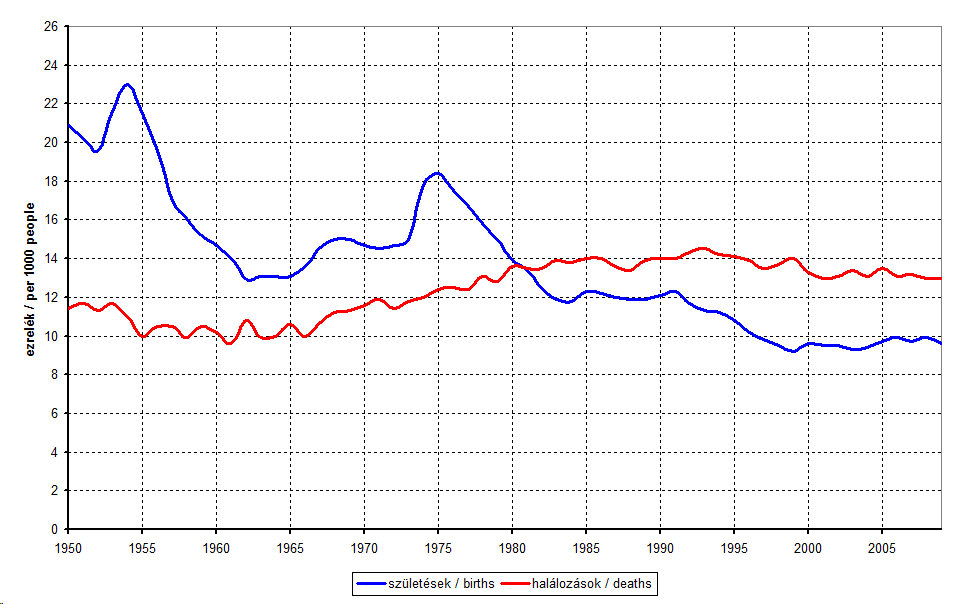
A születési és a halálozási ráta Magyarországon (1950-2010)

- Első szakasz: Mind a születések, mind a halálozások száma magas, ezért a népességszám csak lassan nő. A halálozások magas száma, valamint az igen alacsony átlagéletkor (alig 30 év) elsősorban a mostoha életkörülményekkel, a járványokkal, a magas csecsemőhalandósággal és a fejletlen orvosi ellátással indokolhatók. Ez a szakasz Európában a gyűjtögető életmód kialakulásától a 18. század végéig, míg a fejlődő világban a 20. század elejéig tartott.

- Második szakasz: A kezdetén még nagyon magas születési számhoz a halálozások gyors csökkenése társul, ezért a népesség robbanásszerűen nő. A halálozások számának csökkenése az egészségügy és a gazdaság fejlődésének, ez által az életkörülmények általános javulásának köszönhető. Európában ez a demográfiai robbanás az ipari forradalom kezdetétől a 19. század végéig volt megfigyelhető. A legtöbb fejlődő ország csak a 20. század végére jutott túl ezen a szakaszon.

- Harmadik szakasz: A halálozások száma még tovább csökken, de ezzel együtt megindul a születések számának gyors csökkenése is. Ennek következtében a népességszám növekedésének üteme lelassul. Ez a folyamat Európát a 20. század elején jellemezte, napjainkban az iparosodott fejlődő országokra és némely fejlett országra (pl. USA, Kanada, Ausztrália) jellemző.

- Negyedik szakasz: Mind a születések, mind a halálozások száma alacsony szinten stagnál. A népességszám nem nő tovább, egyes országokban már a csökkenés is tapasztalható. Az életszínvonal növekedésével nő az átlagéletkor, és ez a születések alacsony száma mellett a társadalom elöregedéséhez vezet. Ez a folyamat a fejlett országokban figyelhető meg (pl. Magyarország, Ausztria, Németország).[2]